# كفر سعد بحيري
كفر سعد بحيري إحدى قرى مركز شبين القناطر التابع لمحافظة القليوبية بجمهورية مصر العربية.

## السكان
بلغ عدد سكان كفر سعد بحيري 3,291 نسمة، حسب الإحصاء الرسمي لعام 2006.